# Leptogenys longiscapa
Leptogenys longiscapa är en myrart som beskrevs av Horace Donisthorpe 1943. Leptogenys longiscapa ingår i släktet Leptogenys och familjen myror. Inga underarter finns listade i Catalogue of Life.